# Hermelín (králík)

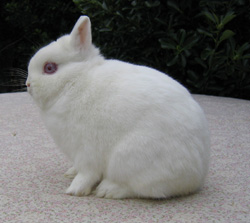
Králičí plemeno Hermelín

Hermelín je plemeno králíka, které bylo původně jako masné vyšlechtěno v Anglii, pravděpodobně zkřížením některých holandských a himálajských či čínských plemen. V současnosti jsou jeho zástupci chováni zejména jako domácí mazlíčci.

## Popis plemena
Má krátké zavalité tělo se středně dlouhými končetinami, vzpřímený postoj, neznatelný krk a velmi krátký ocas. Hlava je poměrně velká. Délka uší je do 5 cm, barva srsti sněhobílá bez nádechu jiné barvy. Barva očí je dle typu světlemodrá nebo světlečervená s karmínovou panenkou. Drápky jsou bílé.

## Chov
- Hmotnost: 1,3–1,7 kg
- Původ: Anglie